# Ana Amélia Lemos
Ana Amélia Lemos (23 de marzo de 1945, Lagoa Vermelha) es una periodista  y política brasileña. Trabajó como columnista y comentarista del Grupo RBS en Brasilia. Fue elegida senadora por Río Grande del Sur en las elecciones generales de Brasil de 2010.

## Biografía

### Carrera periodística
Formada en Comunicación Social en la Pontifícia Universidade Católica do Rio Grande do Sul, Lemos ha trabajado como reportera del Jornal do Comércio y del Correio da Manhã, y como corresponsal de la revista de economía Visão. Y en 1977, se inició en la carrera con el Grupo RBS, siendo reportera de economía,  productora, y presentadora del programa "Panorama Económico", la primera columna de economía en TV de la región sur de Brasil. 
Em 1979, pasó a Brasilia, como reportera de Zero Hora, de la RBS TV y de Radio Gaúcha. Tres años más tarde, fue nombrada directora de la RBS en la capital de Brasil, cargo que tuvo hasta diciembre de 2003. Luego participó en programas como Bom Dia Rio Grande, en TV; y en Gaúcha Atualidade, en la Radio Gaúcha; y firmando una columna en la editorial política del periódico Zero Hora.

### Carrera política
El 15 de marzo de 2010, anunció su retiro del Grupo RBS, para ingresar en la vida política. Fue candidata del Partido Progresista (PP) a senadora por Rio Grande do Sul; siendo electa el 3 de octubre de 2010 con el 29,54% de los votos válidos.

### Vida personal
Estuvo casada con el abogado y político Octávio Omar Cardoso, fallecido en 2011. Octávio fue senador por Rio Grande do Sul entre 1983 y 1987. No tuvieron hijos.